# Бузер, Роберт
Роберт Бузер (нем. Robert Buser, 6 октября 1857 — 29 марта 1931) — швейцарский ботаник, куратор «Гербария Декандоля».

## Биография
Роберт Бузер родился в городе Арау 6 октября 1857 года.
С 1884 года он был куратором «Гербария Декандоля» в Женеве. Бузер был экспертом по родам Alchemilla L., Potentilla L. и Rosa L. (Розовые), а также по родам Androsace L. (Первоцветные), Campanula L. (Колокольчиковые), Salix L. (Ивовые).
Роберт Бузер умер в Женеве 29 марта 1931 года.

## Научная деятельность
Роберт Бузер специализировался на семенных растениях.

## Некоторые публикации
- Boissier, E; R Buser. 1867. Flora orientalis.

## Почести
Род растений Buseria был назван в его честь.